# Mélanie Dermont
Mélanie Dermont, de son vrai nom Mélanie Dambermont, est une actrice, chanteuse et adaptatrice belge, née le 17 mai 1983 à Liège.

## Biographie
Fille du comédien Jean-Paul Dermont et petite-fille de l'artiste de music-hall Paul Dermont, elle est diplômée de l'Institut des arts de diffusion. 
En 2000 et à 17 ans, elle est sélectionnée pour participer à l'émission de télévision Pour la gloire. Philippe Lafontaine la remarque et lui propose le rôle de Célia Fée dans la comédie musicale éponyme, ce qui lance sa carrière,,,,,,,.
En 2012, elle double notamment le personnage du Petit Spirou,, mais également Amu Hinamori dans Shugo Chara!.
En 2014, elle double notamment le personnage du Shérif Callie.

## Théâtre
- 2000 : Célia Fée, comédie musicale de Philippe Lafontaine : Célia

## Filmographie

### Cinéma
- 2003 : En territoire indien : Valentine

### Télévision
- 2014 : Palace Beach Hotel (téléfilm) : Jeanne Di Vanno[12]

## Doublage

### Cinéma

#### Films
- Tika Sumpter dans :
  - Steppin' 2 (2010) : Nikki
  - Mise à l'épreuve  (2014) : Angela Payton
  - Mise à l'épreuve 2 (2016) : Angela Payton-Barber

- Felicity Jones dans :
  - Flashbacks of a Fool (2008) : Ruth adolescente
  - À la folie (2011) : Anna

- Nina Dobrev dans :
  - Le Monde de Charlie (2012) : Candice
  - Cops : Les Forces du désordre (2014) : Josie Wiggle

- Gabrielle Union dans :
  - Think Like a Man (2012) : Kristen
  - Think Like a Man Too (2014) : Kristen

- Sofia Carson dans :
  - Tini : La Nouvelle Vie de Violetta (2016) : Melanie Diaz

- 1986[13] : Labyrinthe : Sarah (Jennifer Connelly)
- 2004 : Kamikaze Girls : Momoko Ryugasaki (Kyōko Fukada)
- 2005 : The Dark : Ebrill (Abigail Stone)
- 2005 : Shooting Dogs : Marie (Claire-Hope Ashitey)
- 2005 : American Haunting : Betsy Bell (Rachel Hurd-Wood)
- 2005 : BloodRayne : Sally  (Teona Galgotiu)
- 2006 : Le Feu sous la peau : Katrina Skinner (Emily Barclay)
- 2006 : SherryBaby : Sherry Swanson (Maggie Gyllenhaal)
- 2006 : Wolfhound, l'ultime guerrier : Niilit l'esclave (Evgenia Sviridova)
- 2006 : Puccini et moi : Grace (Gretchen Mol)
- 2006 : Mini's First Time : Minerva « Mini » Droggs (Nikki Reed)
- 2007 : Ghost Son : Thandi (Mosa Kaiser) / Martin (Jake David Matthewson)
- 2007 : La Fille du lac (La ragazza del lago) d'Andrea Molaioli : Silvia Nadal (Heidi Caldart)
- 2007 : 32A : Ruth Murray (Sophie Jo wasson)
- 2007 : Bratz : In-sé-pa-rables ! : Yasmine (Nathalia Ramos)
- 2007 : Live ! : Jewel (Katie Cassidy)
- 2007 : Tuya de hun shi ! : Zhaya (zhaya)
- 2008 : Sex Addict : Crackwhore (Eleonore Hendricks)
- 2008 : Acolytes : Chasely (Hanna Mangan-Lawrence)
- 2008 : Max Manus: Man of War : Solveig Johnsrud  (Viktoria Winge)
- 2008 : Far Cry : Katja Chernov (Natalia Avelon)
- 2009 : Hot Babes : Bambi Cummings  (Rachel Specter)
- 2009 : Miss March : Cindy Whitehall  (Raquel Alessi)
- 2009 : Marcello Marcello : Elena Del ponte (Elena Cucci)
- 2009 : I Love You, Beth Cooper : Cameron « Cammy » Alcott (Lauren London)
- 2009 : After.Life : Anna Taylor (Christina Ricci)
- 2009 : Lesbian Vampire Killers : Trudi (Ashley Mulheron)
- 2009 : Circle of Eight : Jessica (Austin Highsmith)
- 2009 : Beautiful : Suzi (Tahyna Tozzi)
- 2009 : Tucker Max : Histoires d'un serial fucker : Lara (Marika Dominczyk)
- 2009 : The Six Wives of Henry Lefay : Sarah Jane (Jenna Dewan)
- 2009 : Observe and Report : Nell (Collette Wolfe)
- 2009 : Run! Bitch Run! : Karla (Patricia Grant)
- 2009 : Code 77 : Zoe (Lucy Evans)
- 2009 : Barbarossa : L'Empereur de la mort : Eleonora (Kasia Smutniak)
- 2009 : Chatterbox : Jess (Grace Tyson)
- 2009 : Ratko: The Dictator's Son : Holly (Katrina Bowden)
- 2009 : Happy Ever Afters : Geraldine (Jill Murphy)
- 2009 : Amore  : Delfina / Monica
- 2010 : Le Pacte du mal : Ainhoa (Clara Lago)
- 2010 : Soul Kitchen : Lucia Faust (Anna Bederke)
- 2010 : Love Ranch de Taylor Hackford : Christina (Scout Taylor-Compton)
- 2010 : Skyline : Denise (Crystal Reed)
- 2010 : Operation Endgame : la papesse (Maggie Q)
- 2010 : Unrivaled : Kara (Jordan Madley)
- 2010 : Mother and Child : Lucy (Kerry Washington)
- 2010 : La Machine à démonter le temps : Jenny (Lyndsy Fonseca)
- 2010 : Terror Trap : Sidney (Lacey Minchew)
- 2010 : The Troll Hunter : Johanna (Johanna Mørck)
- 2010 : Ramona et Beezus : Beezus (Selena Gomez)
- 2010 : The Runaways : Joan (Kristen Stewart)
- 2010 : Furry Vengeance : Amber (Skyler Samuels)
- 2010 : Cheeky Girls : Hanna (Selina Sbirin Muller)
- 2010 : Jewish Connection : Rachel Apfel (Ari Graynor)
- 2010 : Love and Secrets : Mary McCarthy (Maggie Kiley)
- 2011 : Une soirée d'enfer : Wendy Franklin (Anna Faris)
- 2011 : Chalet Girl : Chloe (Sophia Bush)
- 2011 : Gantz Revolution : Tae Kojima (Yuriko Yoshitaka)
- 2011 : Nic and Tristan Go Mega Dega : Aubrey (Lindsey Shaw)
- 2011 : Votre Majesté : Belladonna (Zooey Deschanel)
- 2011 : Killing Bono : Gloria (Krysten Ritter)
- 2011 : Snipper Reloaded : Kelli Van Brunt (Kayla Privett)
- 2011 : Apocalypse : Ellie Linton (Caitlin Stasey)
- 2011 : Conspiration : Anna Suratt (Evan Rachel Wood)
- 2012 : Didi Hollywood : Didi (Elsa Pataky)
- 2012 : Homewrecker : Sharon (Shelley Calene-Black)
- 2012 : Cheeky Girls 2 : Hanna (Selina Sbirin Muller)
- 2012 : La Maison au bout de la rue : Gillian (Allie MacDonald)
- 2013 : Détour mortel 5 (2012) : Lita (Roxanne McKee)
- 2013 : Belle : Dido Elizabeth Belle (Gugu Mbatha-Raw)
- 2013 : Destination Love : Taylor (Christina Milian)
- 2013 : Puzzle (2013) : Julia (Mila Kunis)
- 2014 : While We're Young : Darby (Amanda Seyfried)
- 2015 : Unfriended : Blaire Lily (Shelley Hennig)
- 2016 : The Jane Doe Identity : Emma (Ophelia Lovibond)
- 2016 : Un choix : Stephanie Parker, sœur de Travis (Maggie Grace)
- 2016 : Free Dance : Jazzy, la colocataire de Ruby (Sonoya Mizuno)
- 2017 : Moonlight : Teresa (Janelle Monáe)
- 2017 : On l'appelle Jeeg Robot (2015) : Alessia (Ilenia Pastorelli)
- 2017 : Chasseuse de géants : Karen (Imogen Poots)
- 2017 : Burning Sands : Rochon (Imani Hakim)
- 2017 : Get Out : Georgina (Betty Gabriel)
- 2017 : Girls Trip : Ryan Pierce (Regina Hall)
- 2017 : Muse : Rachel (Ana Ularu)
- 2018 : Action ou Vérité : Olivia Barron (Lucy Hale)
- 2018 : Acts of Violence : Mia (Melissa Bolona (en))
- 2018 : Back to School : Lisa (Megalyn Echikunwoke)
- 2018 : Don't Worry, He Won't Get Far on Foot : Annu (Rooney Mara)
- 2019 : Little : Jordan Sanders (Regina Hall)
- 2019 : Ma : Haley (McKaley Miller)
- 2019 : Us : Rayna Thomas / Eartha (Anna Diop)
- 2019 : The Courier : le Coursier (Olga Kurylenko)
- 2019 : Unplanned : ambiance ou petit rôle

#### Films d'animation
- 2004 : La Tour au-delà des nuages : Sayuri
- 2007 : Winx Club : Le Secret du royaume perdu : Musa
- 2007 : Le Petit Roi Macius : Hanna
- 2009 : Kérity, la maison des contes
- 2009 : Pokémon : Arceus et le Joyau de la vie
- 2009 : Barbie et les Trois Mousquetaires : Miette
- 2009 : Le Gruffalo : le petit Gruffalo
- 2010 : Barbie et le Secret des sirènes  : Zuma
- 2010 : Barbie et la Magie de la mode : Grace
- 2010 : Winx Club 3D : Aventure magique ! : Musa
- 2011 : Barbie apprentie princesse : Grace
- 2012 : Le Petit Gruffalo : le petit Gruffalo
- 2012 : Couleur de peau : miel  : Françoise
- 2012 : Barbie et le Secret des sirènes 2 : Zuma
- 2013 : Le Petit Corbeau : le castor fille
- 2013 : Barbie : Mariposa et le Royaume des fées : Willa
- 2013 : Equestria Girls : Rainbow Dash
- 2014 : Barbie et la Porte secrète : Romy
- 2014 : Le Cygne et la Princesse : Une famille royale : Alise
- 2014 : Rainbow Rocks : Rainbow Dash
- 2015 : Winx Club : le Mystère des Abysses : Musa
- 2015 : Barbie: Rock et Royales : Rayna et Zia
- 2015 : Friendship Games : Rainbow Dash
- 2016 : Le Cygne et la Princesse : Aventures chez les pirates ! : Alise
- 2016 : Legend of Everfree : Rainbow Dash
- 2017 : Le Cygne et la Princesse : En mission secrète : Alise
- 2017 : My Little Pony : Le Film : Rainbow Dash
- 2018 : Le Cygne et la Princesse : Un myZtère royal: Alise
- 2019 : Le Cygne et la Princesse :  Le royaume de la musique : Alise
- 2021 : Descendants : Le Mariage royal : Evie

### Télévision

#### Téléfilms
- Sofia Carson dans : 
  - Descendants 2 (2017) : Evie
  - Descendants 3 (2019) : Evie

- Bridgit Mendler dans :
  - Lemonade Mouth (2011) : Olivia White
  - Bonne chance Charlie, le film (2011) : Theodora « Teddy » Duncan

- 2007 : L'École de tous les talents : Pauline Fossil (Emma Watson)
- 2008 : Warbirds : Hoodsy Smith (Lucy Faust)
- 2008 : Les Aventures de Food Boy : Justine (McCall Clark)
- 2009 : Un amour éternel : Effie (Ciera Payton)
- 2010 : Lolita malgré moi 2 : Hope Plotnik (Nicole Gale Anderson)
- 2010 : Starstruck : Jessica Olson (Danielle Campbell)
- 2010 : Lake Placid 3 : Ellie (Kacey Barnfield)
- 2011 : Avalon High : Un amour légendaire : Allie Pennington (Brittany Robertson)
- 2011 : Les Colocataires : Mary (Sophia Bush)
- 2012 : Let It Shine : Roxanne Andrews (Coco Jones)
- 2015 : Adam et ses clones : Lori Collins (Isabela Moner)
- 2015 : Mariées dans l'année (en) : Kitty (Gabrielle Union)
- 2016 : Babysitting Night : Jenny Parker (Sabrina Carpenter)
- 2019 : La Fille toxique de mon mari : Samantha (Jordan Lane Price)

#### Séries télévisées
- Freema Agyeman dans : 
  - Doctor Who (2005-2009) : Martha Jones
  - Torchwood (2006) : Martha Jones

- Sabrina Carpenter dans : 
  - Le Monde de Riley (2014-2017) : Maya Hart
  - Soy Luna (2016-2018) : elle-même

- Bridgit Mendler
  - Bonne chance Charlie (2010-2013) : Theodora « Teddy » Duncan
  - Violetta (2012-2015) : elle-même

- Katie Stevens dans : 
  - Faking It (2014-2016) : Karma Ashcroft
  - De celles qui osent (depuis 2017) : Jane Sloan

- 2004 : Fréquence 4 : Florence (Florencia Otero)[14] / Malvina (Guadalupe Alvarez Lucchia)[15]
- 2004-2005 : La Vie comme elle est  : Jackie Bradford (Missy Peregrym)
- 2004-2009 : Shameless : Mandy Maguire (Samantha Siddall)
- 2005-2006 : Sleepover Club : Jessy (Monique Williams)
- 2005-2008 : Blue Water High : Surf Academy : Fiona « Fly » Watson (Sophie Luck)
- 2005-2008 : Mandrake : Bebel (Erika Mader)
- 2006-2008 : Family Mix : Lena Schneider (Josefine Preuß)
- 2008 : De tout mon cœur : Louise Sanetti (Silvina Acosta)
- 2008 : Capadocia : Andréa Marin Lagos (Paulina Gaitán)
- 2008-2010 : Big Barn Farm  : Filou le chiot
- 2008-2011 : Imagination Movers  : Nina (Wendy Calio)
- 2009 : Sanctuary : Sophie (Katharine Isabelle) saison 1
- 2009 : MacKenzie Falls : Penelope (Leslie-Anne Huff)
- 2009-2010 : 10 Things I Hate About You : Kat Stratford (Lindsey Shaw)
- 2009-2011 : Filhos do Carnaval : Rosana (Roberta Rodrigues)
- 2009-2012 : Les Vies rêvées d'Erica Strange : Jenny (Paula Brancati)
- 2010 : Satisfaction, saison 3 : Amy (Camille Keenan)
- 2010 : Les Aventuriers de Smithson High (Unnatural History) : Whitney (Ashley Leggat)
- 2010 : Blue Mountain State : Denise Roy  (Gabrielle Dennis)h
- 2010 : Genesis : L'Origine du crime, saison 2 : Sofia (Juana Acosta)
- 2010 : Skeleton Creek  : Sarah Fincher (Sarah Fincher)
- 2010-2011 : Hellcats : Marti Perkins (Alyson Michalka)
- 2010-2011 : Yo Gabba Gabba!  : Toodee
- 2010-2011 : Jake et Blake  : Annie (Melanie Green)
- 2011-2012 : Power Rangers : Samurai  : Emily (Brittany Anne Pirtle)
- 2010-2012 : Misfits  : Sam (Anna Koval) / Melissa (Kehinde Fadipe)
- 2011-2012 : Winners and Losers  : Sophie Wong (Melanie Vallejo)
- 2011-2013 : Anubis  : Nina Martin (Nathalia Ramos)
- 2012-2013 : Call the Midwife : Jenny Lee (Jessica Raine)
- 2012 : Hit and Miss  : Riley (Karla Crome)
- 2012 : La Diva du divan (Necessary Roughness) : Viviva Stevens (Jaime Lee Kirchner)
- 2012-2013 : Mariée à un Jonas Brothers : Danielle Jonas
- 2012-2014 : Franklin and Bash  : Carmen Phillips (Dana Davis)
- 2013 : Hart of Dixie : Didi Ruano (Nadine Velazquez)
- 2013 : Boss  : Mona Fredricks (Sanaa Lathan)
- 2013-2018 : Nashville  : Juliette Barnes (Hayden Panettiere)
- 2013 : Marvin Marvin : Henry (Jacob Bertrand)
- 2013 : Underemployed : Laura (Angel M. Wainwright)
- 2013 : Marvin Marvin : Henry Forman (Jacob Bertrand)
- 2013 : Ice Cream Girls : Serena (Lorraine Burroughs) / Serena jeune (Georgina Campbell)
- 2013 : Amour, Gloire et Beauté  : Maya Avant (Karla Mosley)
- 2013 : The Mob Doc : Dr Olivia Wilcox (Jaime Lee Kirchner)
- 2013 : Saving Hope : Rikki Wilkins (Vanessa Morgan)
- 2013-2016 : Masters of Sex : Virginia Johnson (Lizzy Caplan)
- 2014 : Hit the Floor : Ahsha Hayes (Taylour Paige)
- 2014-2015 : Helix : Anana (Luciana Carro)
- 2014 : The Red Road : Paige (Brooke Montalvo)
- 2015 : The Returned : Lena Winship (Sophie Lowe)
- 2015 : Flesh and Bone : Yasmine (Dionne Figgins)
- 2015-2016 : Bella et les Bulldogs : Bella Dawson (Brec Bassinger)
- 2015-2017 : Chewing Gum : Tracey Gordon (Michaela Coel)
- 2016-2017 : Dirk Gently, détective holistique : Farah Black (Jade Eshete)
- 2016-2017 : Flaked : Kara (Lina Esco)
- 2016-2017 : Underground  : Rosalee (Jurnee Smollett-Bell)
- 2016-2018 : Soy Luna : Sofia Carson (elle-même)
- 2018 : Champions : Britney (Mouzam Makkar)
- 2018 : Deadwind : Karpi (Pihla Viitala)
- 2019 : Et si c'était lui (Lejos de ti) : Candela Montero (Megan Montaner)[16]

#### Séries d'animation
- 1997 : Franklin la tortue : Émilie, Harriet et voix additionnelles
- 1998-1999 : Elle et lui : Tsukino Miyazawa
- 1999 : Le Monde secret du Père Noël : Thoren
- 2002 : Cybermatt : Matt
- 2004 : Initial D, 4e étape : Natsuki Mogi
- 2003-2004 : Pichi Pichi Pitch : La Mélodie des Sirènes : Hanon Hosho
- 2004 : Zorori le magnifique : Najo
- 2004 : Fantastic Children : Helga
- 2004-en cours : Winx Club : Musa
- 2007-2010 : Les Bisounours : Aventures à Bisouville : Toutaquin / Toufou
- 2005 : Gun X Sword : Carmen 99
- 2005-2006 : Black Cat : Tania
- 2006 : Ayakashi: Japanese Classic Horror
- 2007-2012 : L'Île des défis extrêmes : Brigitte
- 2007-2009 : School of Vampires : Stocker /  Klot
- 2007-2017 : Naruto Shippuden : Hanare
- 2007 : Cédric : Chen (saison 3)
- 2008 : Les Aventures de Hello Kitty et ses amis : Pochacco
- 2008-en cours : One Piece : Rika (1re voix, épisodes 2 et 3), Piment (1re voix, épisodes 9 à 17), Usopp enfant (épisode 17), Apis, Miss Father's Day, Rapanui Pasqua enfant, Baby 5 (2e voix, depuis l'épisode 680) et Vinsmoke Sora
- 2008-2011 : Kid vs. Kat : Coop
- 2008-2012 : Les Saturdays : Zak Saturday
- 2008-2011 : Martha Bla Bla : Marina (la maman)
- 2009 : Humpf : Humpf
- 2009-2015 : Le Dino Train : Laura / Oren / Derek / Annie
- 2009 : Ciné défis extrêmes : Brigitte
- 2009-2010 : Le Petit Royaume de Ben et Holly : Barnabé
- 2009-2011 : Poppixie : Floxi
- 2010 : Plouf Olly Plouf : docteur Kate
- 2010 : Beyblade: Metal (série) : Kenta (personnage de Beyblade: Metal Fusion)
- 2010 : Défis extrêmes : La Tournée mondiale : Brigitte
- 2010 : Kick Kasskoo  : Brianna
- 2010 : Chloé Magique : Lilly
- 2010-2011 : La Vie de Rosie : Petit Ourson
- 2010-2012 : Super Tom et Les Motamots : Cerise (Rouge Merveille)
- 2010-2015 : Monster High : Clawdeen Wolf / Operetta / Spectra Vondergeist
- 2010-2012 : Avengers : L'Équipe des super-héros : Black Widow
- 2010-2012 : En route pour la jungle : Hippobus / les Coccibelles
- 2010-2012 : Polly Pocket : Lila / Shani
- 2010-2019 : My Little Pony : Rainbow Dash
- 2011 : Beyblade: Metal Masters : Kenta
- 2011 : Marvel Anime: Wolverine : agent Tsukino
- 2011-2012 : Pokémon : Carolina
- 2011-2012 : Rated A for Awesome  : Théra
- 2012-2022 : Arthur : Francine Frensky (3e voix, saisons 16 à 25)
- 2012 : Beyblade: Metal Fury : Kenta
- 2012 : Yu-Gi-Oh! Zexal : Cathy / Hart Tenjo
- 2012 : Shugo Chara! : Amu Hinamori
- 2012 : Le Petit Spirou : le Petit Spirou
- 2012-2014 : Mademoiselle Zazie  : Max, Emma et Alfredo
- 2013-2014 : Littlest Pet Shop : Whitney et Britney Biskit
- 2013-2016 : Ever After High : Melody Piper, Darling Charming, Le Petit Chaperon Rouge
- 2014-2018 : Star Wars Rebels : Sabine Wren
- 2012-2017 : Shérif Callie au Far West : Shérif Callie et l'interprète du générique
- 2014-2015 : K3 : Kylie
- 2014-2016 : Le Journal des Filles de New-York : Calista
- 2015 : Descendants : Génération méchants : Evie
- 2015 : Défis extrêmes : Pétaouchnok Express : Ambre, Elodie et Mary
- 2016 : Le Monde des Winx : Musa
- 2016 : Bungo Stray Dogs : Ichiyō Higuchi
- 2017 : L.O.L Surprise : Sis Swing
- 2017 : Bunsen est une bête : Sophie Sanders
- 2017-2018 : Star Wars : Forces du destin : Sabine Wren
- 2018-2023 : Défis extrêmes : Retour à la maternelle : Brigitte
- 2018-2023 : La Colo magique : Susie

### Génériques chantés
- Humpf
- Can You Teach My Alligator Manners
- Pokémon : Combats galactiques (saison 12)
- Tristan et Iseut[17]
- Dinotopia : À la recherche de la roche solaire
- Shérif Callie au Far West

### Direction artistique
- 2022 : Shin Ultraman

## Adaptation
Sauf indication contraire ou complémentaire, les informations mentionnées dans cette section proviennent du générique de fin de l'œuvre audiovisuelle présentée ici.
- 2021 : Mad Dog (it)
- 2022 : Lisa : Un nouveau destin
- 2022 : Mocro Maffia (saison 4)
- 2022-2024 : Le Blues du Maestro (en) (saisons 1 et 2)
- 2023 : The Pod Generation
- 2023 : Switched (en)

## Voix-off
- Depuis 2005 : Jardins et Loisirs sur la RTBF.